# Joeri Tynjanov

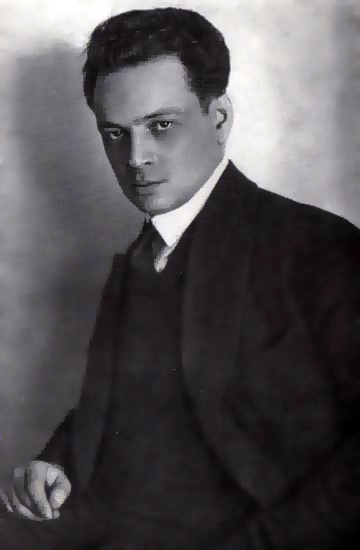
Joeri Tynjanov

Joeri Nikolajevitsj Tynjanov (Russisch: Юрий Николаевич Тынянов) (Rēzekne, 18 oktober 1894 – Moskou, 20 december 1943) was een Russisch schrijver, literatuurcriticus, wetenschapper en scenarioschrijver van Joodse herkomst.

## Leven en werk
Tynjanov werd geboren en groeide op in Letgallen, toen deel van het Russische gouvernement Vitebsk, nu deel van Letland, en was de zwager van de schrijver Veniamin Kaverin. Van 1912 tot 1918 studeerde hij filologie aan de Universiteit te Sint-Petersburg. Vanaf 1921 begint hij te publiceren.
Tynjanov maakte vooral naam als literatuurtheoreticus. In 1928 publiceerde hij samen met  de linguist Roman Jakobson het befaamde boek Thesen over taal, dat beschouwd wordt als een voorloper op het structuralisme. Centrale these in dit werk is dat literatuurwetenschap een sterke theoretische basis hoort te hebben, met een heldere systematiek en een eenduidige terminologie. Tynjanov stond bekend als een specialist in de wisselwerking tussen literaire genres.
Als literator verwierf Tynjanov bekendheid met enkele historische romans plus een aantal novellen (Poroetsjik Kizje, 1927), in welke hij zijn taaltheoretische principes toepaste. Ook schreef hij een aantal biografieën, onder andere over de diplomaat-toneelschrijver Aleksandr Gribojedov, de dichter Wilhelm Küchelbecker en Aleksandr Poesjkin (Tynjanov werd beschouwd als een autoriteit op het gebied van Poesjkin). Ook vertaalde hij onder andere Heinrich Heine naar het Russisch. In de jaren twintig was Tynjanov een prominente persoon binnen de Russische literaire wereld, met name in Sint-Petersburg. Hij was lid van de Russisch formalistische school.
Tynyanov stierf aan multiple sclerose, in 1943, te Moskou.